# معركة غوام (1944)

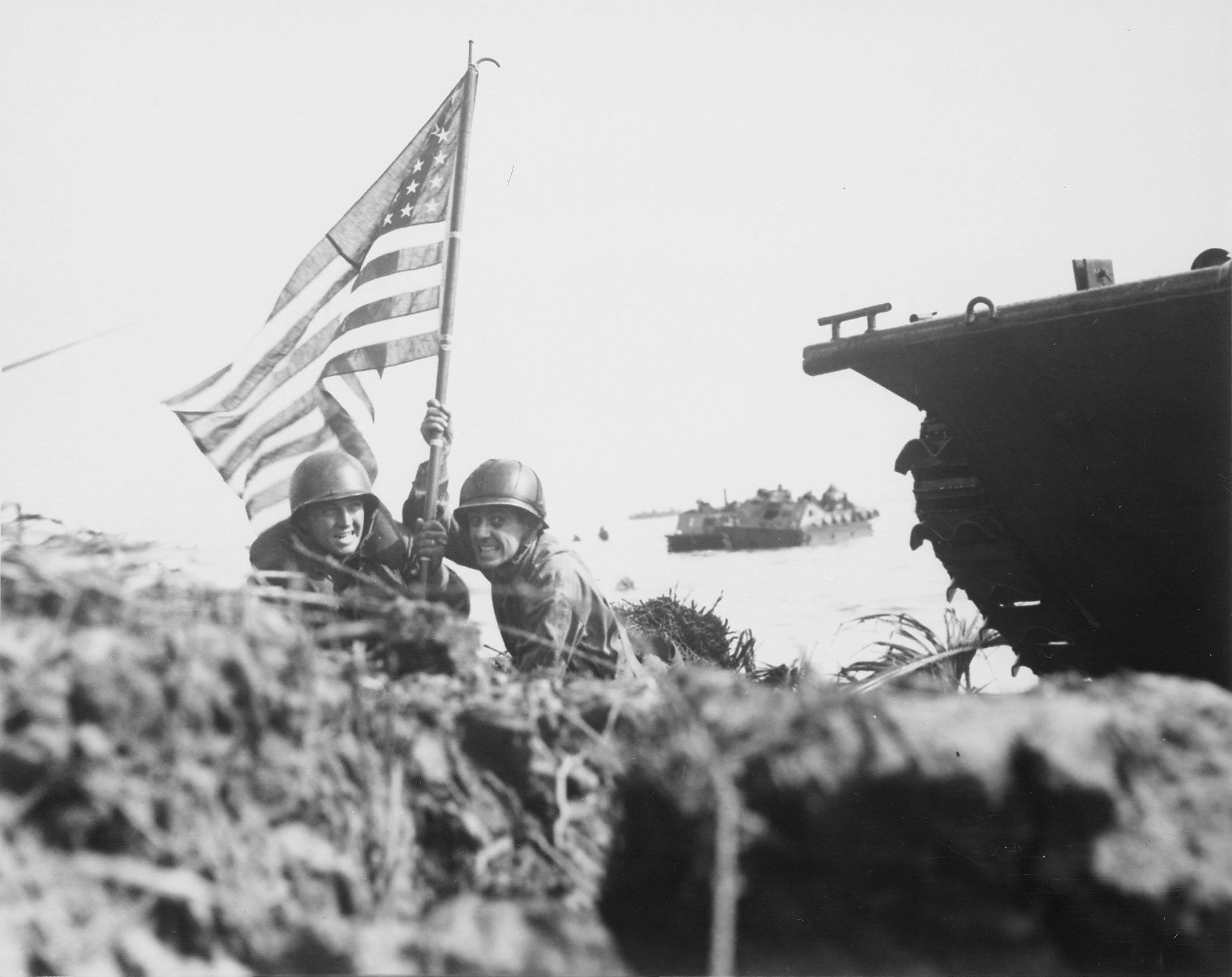
ضابطان أمريكيان يغرسان العلم الأمريكي على غوام بعد ثمان دقائق من نزول قوات المارينز وقوات الجيش المهاجمة على الجزيرة

معركة غوام الثانية (بالإنجليزية: Second Battle of Guam) ـ (21 يوليو ـ 10 أغسطس 1944) هي المعركة التي استولى بها الأمريكيون على جزيرة غوام، وهي إحدى الممتلكات الأمريكية في جزر الماريانا التي كان يحتلها اليابانيون أثناء حملة المحيط الهادئ في الحرب العالمية الثانية.